# Vallée d'Annapolis
Pour les articles homonymes, voir Annapolis (homonymie).
La vallée d'Annapolis est une vallée de la Nouvelle-Écosse. 

## Géographie
La vallée est presque rectiligne et mesure environ 150 km de long, entre la ville de Digby et le bassin des Mines. La partie la plus à l'est est aussi appelée la région des Mines. La région de Pisiguit, ou la vallée de la rivière Avon, soit une partie du comté de Hants, est parfois incluse dans la définition de la vallée d'Annapolis.
La montagne du Nord, composée de basalte, avec son versant abrupt, isole la vallée de la baie de Fundy, au nord. La montagne atteint par endroits presque 300 mètres d'altitude. La montagne du Sud, composée de granite, isole la vallée du climat de l'océan Atlantique, à une centaine de kilomètres au sud. Elle est aussi haute que la montagne du nord mais sa pente est moins abrupte.
La présence de ces deux longues montagnes crée un micro-climat. La température plus chaude de la vallée, avec son sol fertile d'origine glaciaire, permet la culture de fruits et de légumes.
Les deux principales rivières de la vallée sont la rivière Annapolis, ou rivière au Dauphin, qui s'écoule du marais Caribou, au centre, jusqu'au bassin d'Annapolis, à l'ouest. L'autre est la rivière Cornwallis, qui s'écoule du même marais jusqu'au bassin des Mines, à l'est.

## Histoire

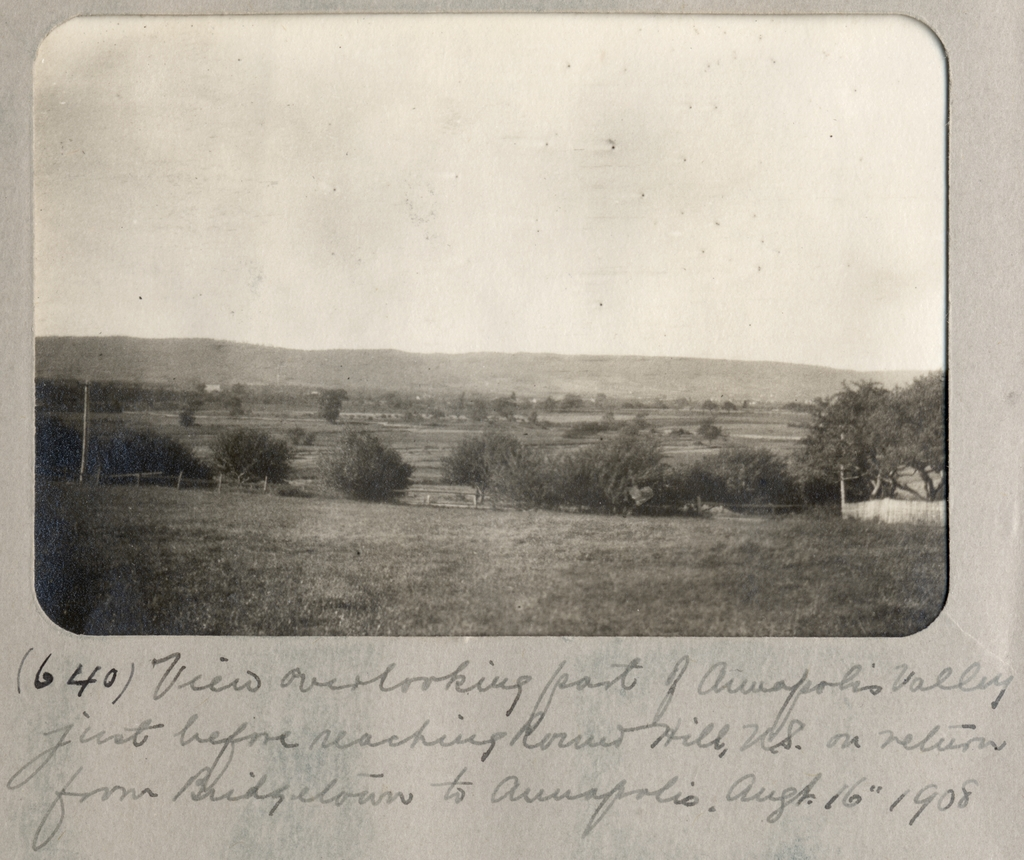
La vallée d'Annapolis en 1909.

Les colons français s’installent dans la région au début du XVIIe siècle. Ils construisent des digues et cultivent les terres fertiles arrachées à la mer. Pendant plus d’un siècle, les Acadiens bâtissent des fermes prospères.
En 1755 a lieu le Grand Dérangement. Ils sont brutalement expulsés de leurs terres en 1755 et dispersés à travers les colonies de la Nouvelle-Angleterre. Vers 1763, les Acadiens sont autorisés à revenir en Nouvelle-Écosse mais leurs terres ayant été données à des colons anglais, les Acadiens doivent fonder de nouveaux établissements. Très peu s'installeront dans la vallée.

## Villes et villages
La vallée comprend les comtés de Digby, d'Annapolis et de Kings.
En voici les principales communautés, d'ouest en est :
- Digby
- Cornwallis
- Annapolis Royal
- Bridgetown
- Middleton
- Kingston
- Greenwood
- Aylesford
- Berwick
- Cambridge
- Waterville
- Coldbrook
- Kentville
- New Minas
- Wolfville
- Grand-Pré

## Économie
L'économie de la vallée est toujours dominée par l'agriculture et compte de nombreux vignobles et de vergers.